# Maaroub
Maaroub (arabisch معروب, DMG Maʿrūb) ist ein südlibanesisches Dorf im Distrikt Tyros, im Gouvernement Süd-Libanon. Das Dorf besteht aus einem älteren und einem neueren Teil. Nach E. H. Palmer bedeutet der Name Marub „Reich an Wasser“.

## Lage
Maaroub befindet sich im Distrikt Tyros, welcher sich wiederum im Gouvernement Süd-Libanon befindet. Das Dorf liegt 270 Meter über dem Meeresspiegel und 88 Kilometer südwestlich von Beirut, der Hauptstadt von Libanon. Maaroub ist etwa 15 Kilometer von der antiken Stadt Tyros entfernt. Auf den 562 Hektar Maaroubs leben 3600 gemeldete Einwohner.

## Geschichte
Maaroub enthält historische Sehenswürdigkeiten, wie, unter anderem, die Höhle von Al-Saliha, welche sich mitten im Dorf befindet. Dem örtlichen Volkstum zufolge erschien dort wiederholt, auf mysteriöse Weise, eine fromme Frau, begleitet von einem wohlriechenden Duft, um den dortigen Schrein zu besuchen. Aufgrund dessen soll die Höhle oft von Pilgern besucht worden sein, um Kerzen anzuzünden und um zu beten. Der Schrein existiert mindestens seit osmanischer Zeit.

1875 erwähnt Victor Guérin Maaroub als 
„kleines Dorf, namens Ain Ma'roub. Es verdankt seine Existenz einer naheliegenden Quelle, die in den Wadi fließt und Feigen- und Granatapfelbäume bewässert. Die Bevölkerung dieses Ortes wird auf 100 Metualis(veraltet: Schiiten des Libanon) geschätzt. Es ist der Nachfolger eines antiken Ortes; denn Ich sehe, hier und dort, einige Quader und eine kleine Korinthische Ordnung, weißen Marmors, in die Wand eines Privathauses eingemauert, welche, wie mir gesagt wurde, vor Ort gefunden worden sei.“

Der 1881 vom PEF durchgeführte „Zensus Westpalästinas“ beschreibt das Dorf als: 
„aus Lehm- und Stein erbautes Dorf, etwa 200 Metawileh(veraltet: Schiiten des Libanon) beinhaltend. An der Seite eines Hügels erbaut, mit Feigen und Ackerland. Naheliegend: Wasser aus Zisternen und einer Quelle.“

## Persönlichkeiten
- Ahmad Chhadeh (arabisch أحمد شحادة); Libanesischer Musikproduzent und Gründer und Geschäftsführer von Arabsong Production.
- Muhammad Fneisch (arabisch محمد فنيش); Libanesischer Politiker und Mitglied von Hisbollah.
- Hussein Fneisch (arabisch حسين فنيش); Libanesischer Schauspieler.[10][11]